# RGD-5

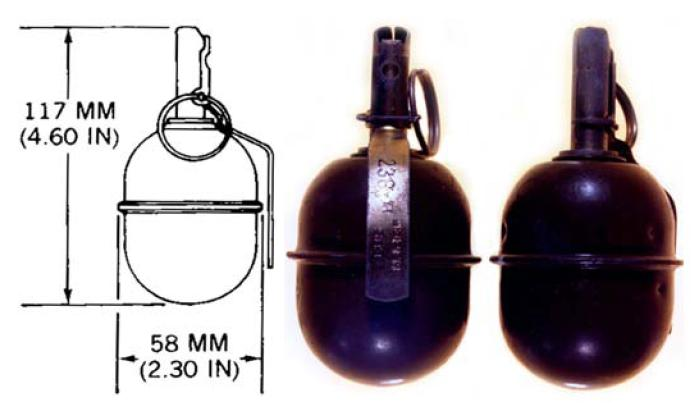
Handgranate RGD-5

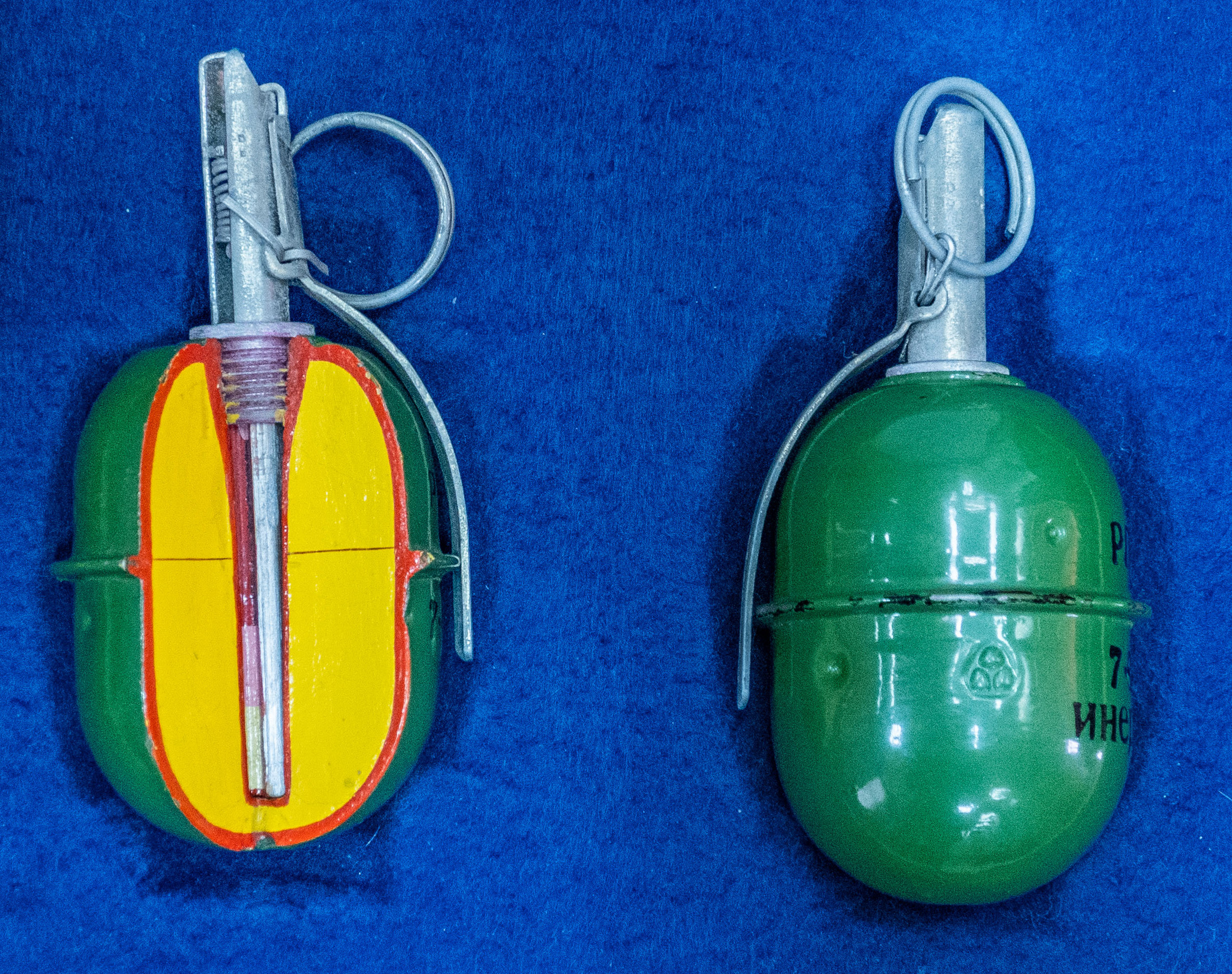
Schnittansicht

Die RGD-5 (RGD = Rutschnaja Granata Distanzionnaja, Übers.:Distanz-Handgranate) (GRAU-Index 57-G-717) ist eine sowjetische Handgranate, die in den frühen 1950er-Jahren entwickelt wurde. Sie wurde im Jahr 1954 in die Bewaffnung der Sowjetarmee übernommen; in manchen Ländern des ehemaligen Warschauer Paktes und verschiedenen arabischen Staaten wird sie bis heute verwendet.

## Geschichte
Die RGD-5 wurde nach dem Zweiten Weltkrieg in den frühen 1950er-Jahren im Konstruktionsbüro GSKB-40 entwickelt und sollte die RG-42-Granate ersetzen. Bei der RG-42 hatte sich gezeigt, dass der Werfer manchmal von den eigenen Splittern getroffen wurde; deshalb wurde die Sprengladung der RGD-5 reduziert. Äußerlich ähnelt die RGD-5 der deutschen Eihandgranate 39. Im Vergleich zur RG-42 ist die RGD-5 handlicher und einfacher zu werfen. Sie wurde 1954 in der Sowjetarmee eingeführt. Die Produktion erfolgte in verschiedenen Stätten, unter anderem im Kirowwerk. Die Granaten wurden in Mitgliedsstaaten des Warschauer Vertrages sowie andere Staaten exportiert. Bulgarien, China (als Norinco Typ 59), DDR, Irak, Nordkorea und Polen stellten Kopien oder eigene Varianten her. So haben die bulgarischen RGO-78 und RGN-86 einen neuen Zünder vom Typ DVM-78. Die polnische RGO-88 ist eine Splitterhandgranate mit 60 g A-IX-1 und 1150 Stahlkugeln.
Die RGD-5 wurde in vielen Konflikten der Welt, z. B. dem Afghanistankrieg oder in den Tschetschenienkriegen, eingesetzt. Vielfach wurde die Handgranaten auch als Sprengfalle verwendet. Aufgrund des relativ kleinen Wirkradius wird mit der RGD-5 der Wurf einer scharfen Handgranate geübt. Durch die häufige Verwendung wird sie auch am häufigsten gestohlen und zu kriminellen Taten verwendet.

## Technik
Der Granatenkörper besteht aus zwei Halbschalen aus 1,6 mm dünnem Stahlblech. Die beiden Schalen werden durch eine Bördelverbindung zusammengehalten. Die Lackierung ist olivgrün. Durch die abstehende Kante rollt die Granate eine schräge Fläche nicht einfach gerade hinunter, weil sich die Granate dabei zu Seite dreht. In einer der Schalen befindet sich eine Öffnung für die Hülse, in die der Zünder hineingeschraubt wird. Bei Lagerung sind Zünder und Granatenkörper getrennt; die Zünderöffnung ist dann mit einer Blindschraube verschlossen damit die Hülse nicht verschmutzt wird. Normalerweise werden Zünder vom Typ USRG, USRGM und USRGM-2, die auch in anderen sowjetischen Handgranaten verwendet werden, eingebaut. Die Explosion erzeugt etwa 350 Splitter.
Die Übungsgranate URG-N hat dieselbe Formen, ist allerdings schwarz lackiert. Der Granatenkörper ist komplett durchgebohrt. In diese Bohrung kommt der Übungszünder mit einer kleinen Ladung aus Schwarzpulver. Der Körper der URG-N kann wiederverwendet werden.

## Technische Daten
- Gesamtgewicht: 400 g
- Gewicht ohne Zünder: 310 g
- Sprengladung: 110 g Trotyl
- Länge mit Zünder: 114 mm
- Länge ohne Zünder: 75 mm
- Durchmesser: 57 mm
- effektiver Wirkungsradius: 6–7 m
- Splitterradius: 15–20 m
- Verzögerungszeit der Zünders: 3,2–4,2 s
- Wurfweite: 40–50 m[1]